# Шевчук Олег Анатолійович
Шевчук Олег Анатолійович (нар.2 вересня 1975 року у с. Крилівка Ружинського району Житомирської області) — український учений у галузі економіки, доктор економічних наук (2015), професор (2017), перший проректор з навчально-методичної та виховної роботи [Архівовано 27 лютого 2020 у Wayback Machine.] Університету державної фіскальної служби України, Головний редактор журналу «Економічний вісник. Серія: фінанси, облік, оподаткування (економічні науки)» [Архівовано 2 лютого 2020 у Wayback Machine.], Член редакційної колегії журналу «Фінансовий контроль». [Архівовано 11 травня 2021 у Wayback Machine.]

## Життєпис

### Освіта
З 1992 року по 1997 рік навчався у Київському державному торговельно-економічному університеті [Архівовано 29 травня 2018 у Wayback Machine.], отримав вищу освіту за спеціальністю «Облік і аудит» та здобув кваліфікацію економіста з обліку і аудиту.
Протягом 1998—2001 рр. аспірант кафедри фінансового аналізу і контролю Київського національного торговельно-економічного університету [Архівовано 29 травня 2018 у Wayback Machine.].
У 2001 році здобув науковий ступінь «кандидат економічних наук».
У 2007 році присвоєно вчене звання «доцент».
У 2015 році здобув науковий ступінь доктор економічних наук, а у 2017 році йому присвоєно вчене звання професор.

### Трудова діяльність
- Протягом 1998—2014 рр. аспірант, старший викладач, доцент кафедри фінансового аналізу і контролю Київського національного торговельно-економічного університету.
- Упродовж 2014—2015 рр. обіймав посаду заступника директора НДЦ Університету банківської справи Національного банку України.
- З 2015 по 2016 рр. працював проректором з міжнародних зв'язків Національної академії статистики, обліку та аудиту [Архівовано 9 грудня 2019 у Wayback Machine.].
- З 2016 р. — проректор з навчально-методичної роботи, перший проректор з навчально-методичної та виховної роботи [Архівовано 27 лютого 2020 у Wayback Machine.] Університету державної фіскальної служби України.

## Наукова діяльність
Головний редактор журналу «Економічний вісник. Серія: фінанси, облік, оподаткування (економічні науки)» [Архівовано 2 лютого 2020 у Wayback Machine.].
Член редакційної колегії журналу «Фінансовий контроль». [Архівовано 11 травня 2021 у Wayback Machine.]
Сферою наукових інтересів є проблематика формування дієвої системи державного фінансового контролю, складовими якої є бюджетний, податковий, митний, валютний контроль.
Автор і співавтор понад 200 наукових праць, зокрема одноосібних монографій: «Державний фінансовий контроль: питання теорії та практики» (2013), «Система державного фінансового контролю: формування та розвиток в Україні» (2016); підручника: «Державний фінансовий контроль: підручник» (2020); навчальних посібників: «Державний фінансовий контроль бюджетних установ» (2007), «Державний фінансовий контроль» (2014).

## Державні, відомчі та інші нагороди
- Подяка Київського міського голови (2005)
- Почесна грамота голови Деснянської районної державної адміністрації (2007)
- Почесна грамота голови Деснянської районної державної адміністрації (2008)
- Подяка Міністерства освіти і науки України (2018)
- Подяка Державної фіскальної служби України (2018)
- Грамота Верховної ради України (2019)